# Сноб (журнал)
Журнал «Сноб» — российское СМИ, включающее электронную и печатную версии журнала. Позиционируется как «проект для международного сообщества успешных профессионалов». В печатном варианте журнал выходит шесть раз в год, включая два специальных литературных номера, в которые входят неизданные произведения современных авторов, объединённые общей темой, в электронном — 10 раз.

## Содержание журнала
В издании публикуются беседы, статьи, специальные расследования, рецензии, исповеди, зарисовки, репортажи, интервью, эссе, публикации литературы, авторские фотоистории.
Журнал включает десять основных тематических разделов:
- герои (крупные репортажные публикации о выдающихся деятелях в различных областях общественной жизни),
- аналитика (глубокий анализ тенденций, вызывающих в данный промежуток времени острый интерес аудитории),
- интервью (эксклюзивное интервью с участником самого важного события месяца или экспертом, способным его прокомментировать),
- города (информационный отчёт о событиях в Москве, Лондоне, Париже, Берлине и Нью-Йорке),
- наука (освещение и экспертный анализ последних научных открытий),
- фотоистории (фотографии одного из ведущих фотографов современности),
- дискуссии (запись беседы авторитетных личностей на актуальную тему, привлекающую в данный момент внимание аудитории),
- эссе (работы ведущих публицистов и литераторов, написанные специально для журнала «Сноб»),
- арт и дизайн (освещение интересных аудитории предметов пользования: часов, одежды, интерьерных вещей, архитектуры, предметов, представляющих художественную ценность и т. д.).

Участниками проекта становятся по приглашению редакции либо по собственному желанию. Среди участников проекта, приглашённых редакцией и активно участвующих и участвовавших ранее в жизни «Сноба» — Борис Акунин, Сергей Пархоменко, Валерий Панюшкин, Людмила Петрушевская, Андрей Макаревич, Владимир Сорокин, Антон Носик, Олег Кашин, Алёна Долецкая, Дмитрий Хворостовский, Евгений Бабушкин и другие.
Редакция занимает верхний этаж бывшего здания кондитерской фабрики «Красный Октябрь».
Издание выходит в формате 220×285 мм, средний тираж составляет 50 тыс. экземпляров. Журнал устанавливает свободную цену и продаётся в 25 городах Российской Федерации. «Сноб» распространяется с помощью интернет-магазинов, книжных магазинов, супермаркетов, торговых центров, промораспространения, журнальных киосков и собственного интернет-магазина «Сноб». Кроме того, у каждого желающего есть возможность оформить подписку на журнал через веб-сайт и получать его каждый месяц по почте.

## История
Проект был создан основателем издательского дома «Коммерсантъ» Владимиром Яковлевым в 2008 году. Первый номер журнала вышел в октябре 2008 года, сайт открылся в мае 2009 года.
До января 2013 проект входил в медиагруппу «Живи!» компании Михаила Прохорова ОНЭКСИМ. Медиагруппа была основана Михаилом Прохоровым, Владимиром Яковлевым и Юрием Кацманом в апреле 2008 года.
Согласно концепции, создатели проекта поставили перед собой цель объединить русскоговорящих людей, живущих в разных точках мира, для которых имеют значение процессы, происходящие в России; которые занимают ключевые позиции в обществе и не скрывают своего мнения по основным вопросам современности. Аудиторию «Сноба» называют «успешными профессионалами», или global russians.
Название проекта связано с цитатой из произведения У. Теккерея «Книга снобов, написанная одним из них»: «Никто не может быть уверен в том, что он не сноб, поскольку такая высокомерная уверенность — сама по себе уже снобизм». В. Е. Яковлев, отвечая на вопрос о названии проекта в интервью для Live Journal, сказал, что не стоит относиться к названию с излишней серьёзностью, что оно имеет ироничную окраску.
В марте 2011 года 25 участников проекта, в том числе писатель Максим Кантор, актриса и ресторатор Лариса Бравицкая, подписали открытое письмо против редакционной политики, оппозиционной риторики и терпимости к ЛГБТ, а затем покинули проект.
В сентябре 2011 главным редактором журнала вместо Маши Гессен стал Сергей Николаевич.
28 октября 2011 года стало известно о том, что Владимир Яковлев покидает проект: он был освобождён Михаилом Прохоровым от должности главного редактора:

Однако источники Дождя в медиа-группе «Живи» сообщили, что перед уходом Гессен в отместку Яковлеву могла раскрыть факты его воровства: якобы, Яковлев увел из бюджета «Сноба» большую часть денег, и факты этого преступления стали известны самому Прохорову.— Антон Желнов, телеканал «Дождь»
С 1 февраля 2012 по 9 июня 2018 год проектом руководил Николай Усков.
С 27 февраля 2012 на сайте выходила передача Ксении Собчак «Госдеп с Ксенией Собчак-2».
В апреле 2013 на сайте журнала было опубликовано интервью журналиста Евгения Левковича с Константином Эрнстом, генеральным директором «Первого канала». Резонанс в обществе вызвала публикация слов Эрнста об убийстве Влада Листьева, поскольку сказал их Эрнст не под запись.
С 24 апреля 2016, по результатам опроса, проведённого в коллективном сообществе Dirty, было принято решение о возвращении домена snob.ru во владение коллективного блога Dirty.
6 марта 2022 года был заблокирован на территории России, 7 марта блокировка была снята.

## Награды
В феврале 2017 года журналистка «Сноба» Полина Ерёменко получила ежемесячную журналистскую премию «Редколлегия» за статью «Труп № 21449: история одного посмертного путешествия».